# Le Granit
Le Granit (El Granito en francés) es un municipio regional de condado (MRC) de Quebec en Canadá. Está ubicado en la región administrativa de Estrie. La sede y ciudad más poblada es Lac-Mégantic.

## Geografía

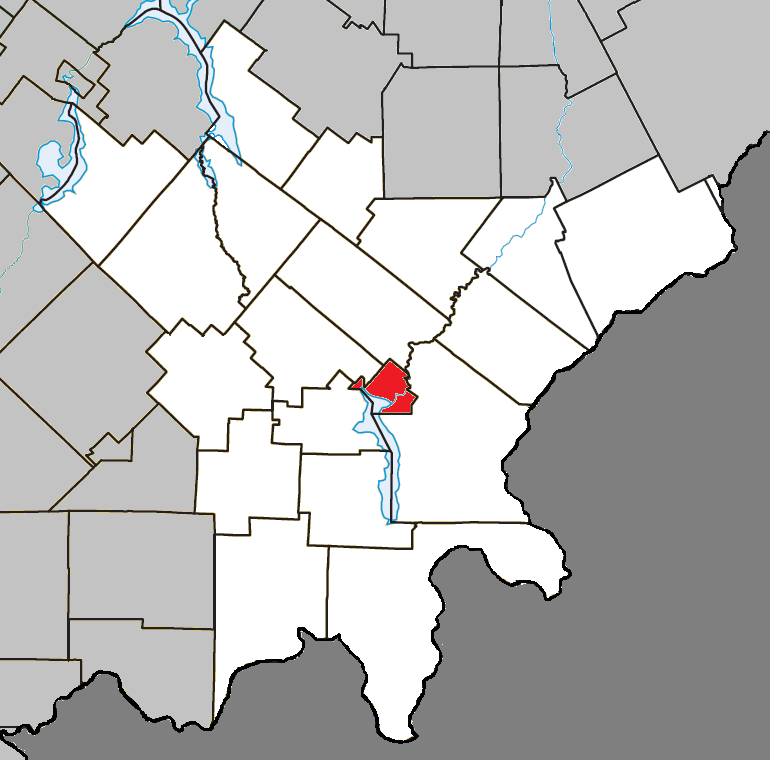
Territorio del MRC de Le Granit, en rojo Lac-Mégantic

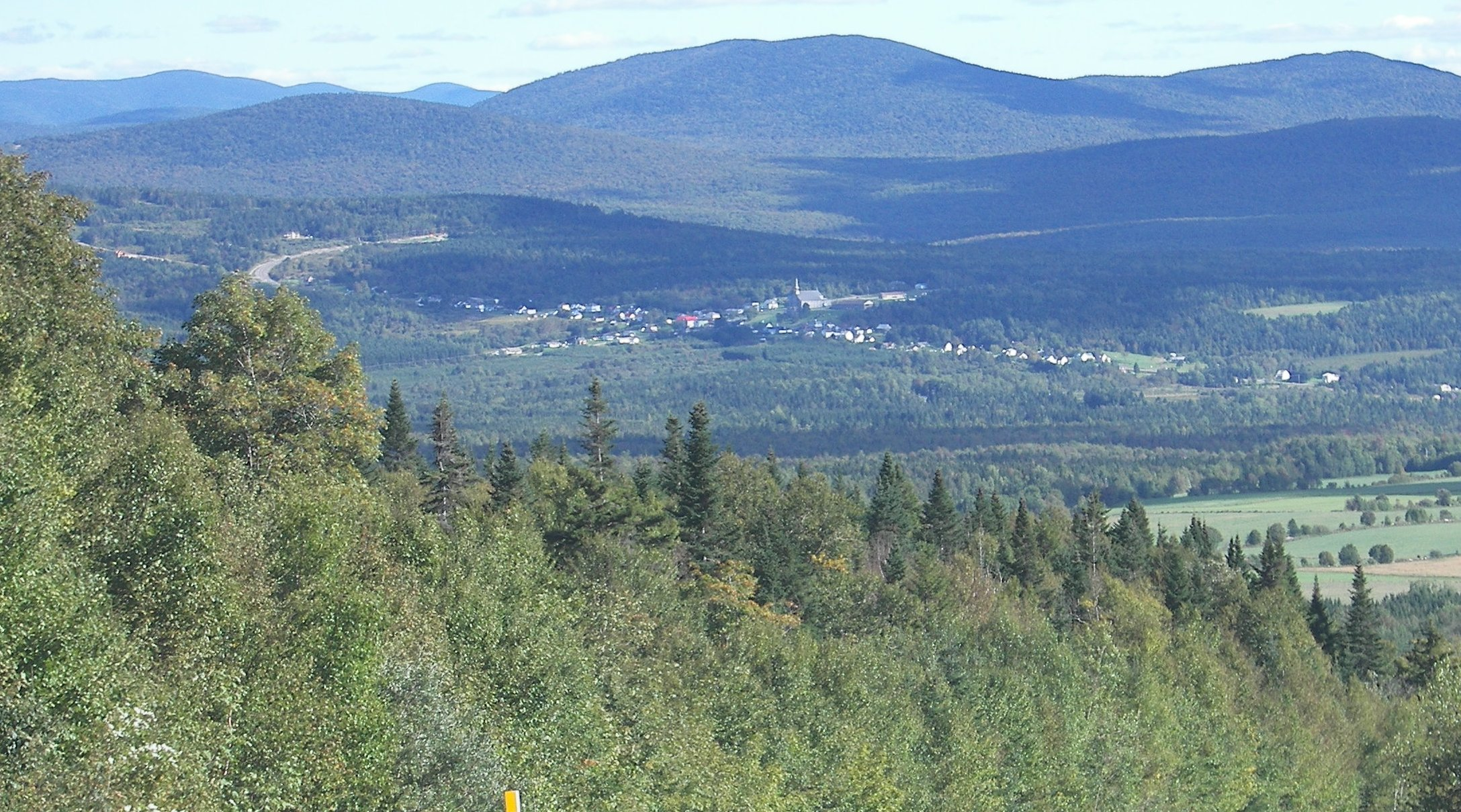
Notre-Dame-des-Bois

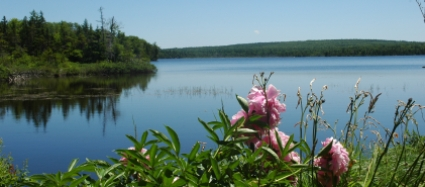
Lago Whitton en Nantes

El MRC de Le Granit está ubicado en la parte este de Estrie, en la frontera con la región de Chaudière-Appalaches y con el estado estadounidense de Maine. Limita al suroeste con el MRC de Le Haut-Saint-François, al noroeste Les Appalaches, al norte Beauce-Satigan, al este el condado de Franklin y al sureste Oxford. El relieve es ondulado con los montes Bélanger,  Sainte-Cécile,  Saint-Sébastien en las cadenas de Estrie y de Beauce al norte así como los montes Gosford (1186 m), Pisgah (1013 m) y Mégantic (1105 m) en las  Montañas Blancas al sur. El subsuelo de la parte alta de estas montañas se compuesta de granito formado durante el Devónico. El lago Mégantic es la fuente del río Chaudière, aunque el lago Saint-François es la fuente del río Saint-François. Los lagos Drolet, Whitton, Elgin, aux Araignées y Aylmer siembran el territorio.

## Urbanismo

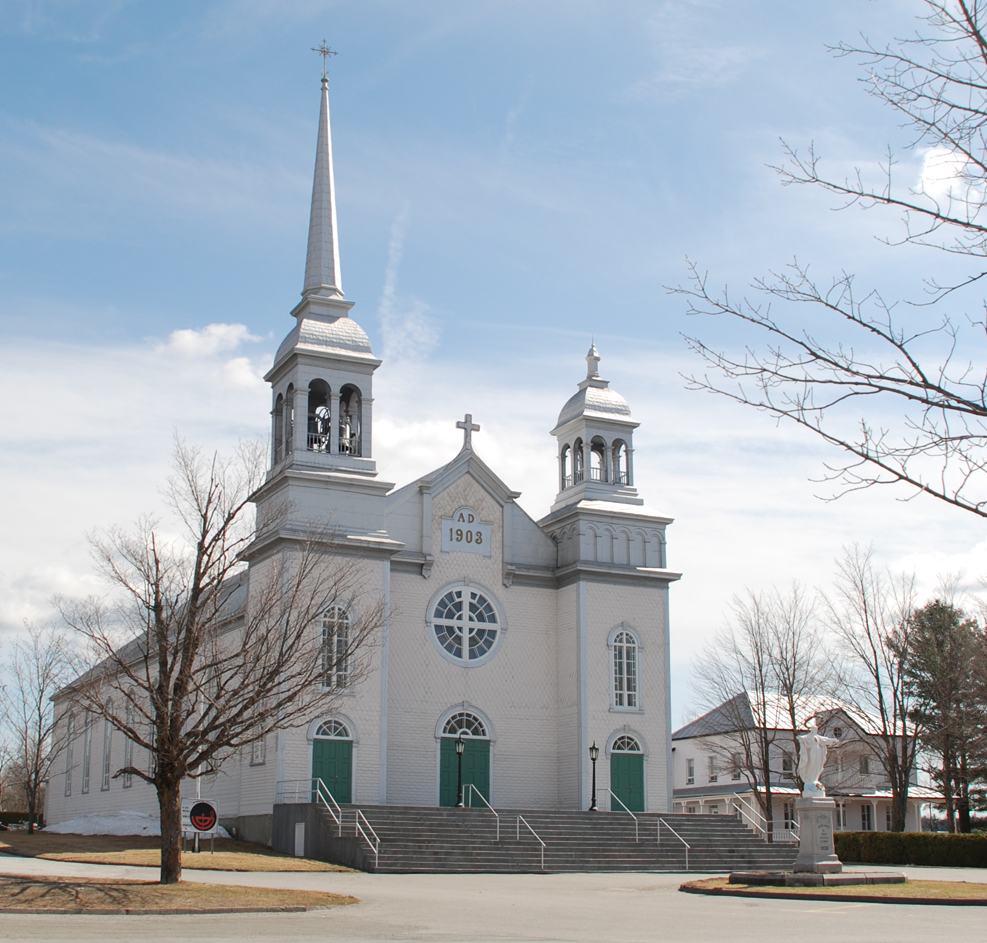
Iglesia Sainte-Martine en Courcelles

La carretera 161 atraviesa el MRC en orientación norte-sur aunque la  carretera 204 va de Lac-Mégantic a Saint-Georges. El Parque nacional de Frontenac acota el lago Saint-François.

## Historia

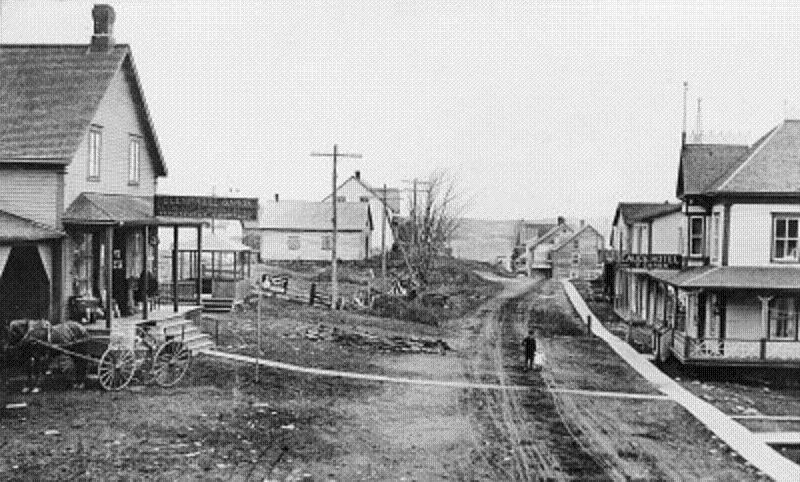
Saint-Sébastien en 1910

El MRC de Le Granit, creado en 1982, sucedió al condado de Frontenac. El nombre del MRC procede del granito que se encuentra en su subsuelo.

## Política
La prefecta actual es Marielle Fecteau (2015). El territorio del MRC forma parte de las circunscripciones electorales de Mégantic y Beauce-Sud a nivel provincial y de Mégantic—L'Érable y Beauce a nivel federal.

## Demografía

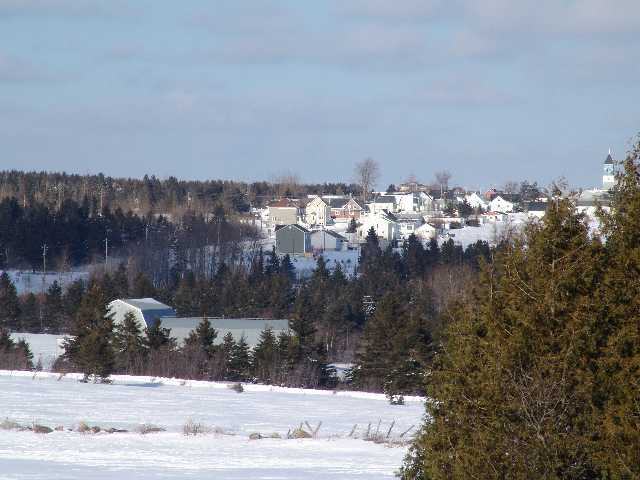
Sainte-Cécile-de-Whitton

Según el censo de Canadá de 2011, había 22 259 habitantes en este MRC. La densidad de población era de 8,1 hab./km². La población ha decrecido de 83 personas (0,4 %) entre 2006 y 2011. En 2011, el número total de inmuebles particulares era de 12 345, de los que 9549 estaban ocupados por residentes habituales, los otros son desocupados o segundas residencias. La población es en mayoría francófona y rural, pero poco agrícola.
Evolución de la población total, 1991-2014

## Economía
La extracción de granito en Saint-Sébastien, Lac-Drolet y Sainte-Cécile-de-Whitton, las industrias del vestido y del madera, así como el veraneo por los lagos Mégantic y Saint-François  constituyen la base de la economía regional.

## Comunidades locales
Hay 20 municipios en el territorio del MRC de Le Granit.
| Código | Nombre                   | Tipo      | Fecha de constitución | Área total (km²) | Área agua (km²) | Área tierra (km²) | Población 2014 | Gentilicio (en francés) | Densidad (hab./km²) | DT | Número de concejales | CEP                  | CEF               |
| ------ | ------------------------ | --------- | --------------------- | ---------------- | --------------- | ----------------- | -------------- | ----------------------- | ------------------- | -- | -------------------- | -------------------- | ----------------- |
| 30005  | Saint-Augustin-de-Woburn | Parroquia | 13.01.1900            | 283,43           | 1,48            | 281,95            | 678            | Woburnois, e*           | 2,4                 | S  | 6                    | Mégantic             | Mégantic—L'Érable |
| 30010  | Notre-Dame-des-Bois      | Municipio | 01.01.1879            | 191,52           | 0,34            | 191,18            | 908            | Bois-Damien, ne*        | 4,7                 | D  | 6                    | Mégantic             | Mégantic—L'Érable |
| 30015  | Val-Racine               | Parroquia | 26.04.1907            | 144,50           | 0,47            | 143,32            | 193            | Val-Racinois, e*        | 1,6                 | S  | 6                    | Mégantic             | Mégantic—L'Érable |
| 30020  | Piopolis                 | Municipio | 01.01.1880            | 111,41           | 8,56            | 102,85            | 359            | Piopolissois, e         | 3,5                 | S  | 6                    | Mégantic             | Mégantic—L'Érable |
| 30025  | Frontenac                | Municipio | 01.01.1882            | 244,15           | 19,56           | 224,59            | 1699           | Frontenacois, e*        | 7,6                 | D  | 6                    | Mégantic             | Mégantic—L'Érable |
| 30030  | Lac-Mégantic             | Ciudad    | 14.03.1907            | 25,18            | 3,42            | 21,76             | 5847           | Méganticois, e*         | 268,7               | D  | 6                    | Mégantic             | Mégantic—L'Érable |
| 30035  | Marston                  | Cantón    | 17.03.1999            | 78,67            | 8,11            | 70,56             | 697            | Marstonnais, e*         | 9,9                 | S  | 6                    | Mégantic             | Mégantic—L'Érable |
| 30040  | Milan                    | Municipio | 01.06.1948            | 130,50           | 0,89            | 129,61            | 254            | Milanois, e*            | 2,0                 | S  | 6                    | Mégantic             | Mégantic—L'Érable |
| 30045  | Nantes                   | Municipio | 17.03.1999            | 120,30           | 1,04            | 119,26            | 1417           | Nantais, e*             | 11,9                | D  | 6                    | Mégantic             | Mégantic—L'Érable |
| 30050  | Sainte-Cécile-de-Whitton | Municipio | 19.09.1889            | 149,24           | 2,60            | 146,64            | 882            | Whittonnais, e*         | 6,0                 | S  | 6                    | Mégantic             | Mégantic—L'Érable |
| 30055  | Audet                    | Municipio | 26.11.1903            | 133,75           | 0,45            | 133,30            | 764            | Audettois, e⁰           | 5,7                 | S  | 6                    | Mégantic             | Mégantic—L'Érable |
| 30070  | Saint-Robert-Bellarmin   | Municipio | 01.01.1949            | 237,57           | 0,95            | 236,62            | 667            | Bellarminois, e*        | 2,8                 | S  | 6                    | Beauce-Sud           | Mégantic—L'Érable |
| 30072  | Saint-Ludger             | Municipio | 25.02.1998            | 128,55           | 1,15            | 127,40            | 1246           | Ludgérois, e*           | 9,4                 | S  | 6                    | Beauce-Sud           | Mégantic—L'Érable |
| 30080  | Lac-Drolet               | Municipio | 01.01.1885            | 128,10           | 3,77            | 124,33            | 1027           | Droletois, e⁰           | 8,3                 | S  | 6                    | Mégantic             | Mégantic—L'Érable |
| 30085  | Saint-Sébastien          | Municipio | 15.03.1975            | 91,01            | 0,14            | 90,87             | 714            | Sébastiennais, e⁰       | 7,9                 | S  | 6                    | Mégantic             | Mégantic—L'Érable |
| 30090  | Courcelles               | Municipio | 06.04.1904            | 91,48            | 0,63            | 90,85             | 948            | Courcellois, e*         | 10,4                | S  | 6                    | Beauce-Sud           | Mégantic—L'Érable |
| 30095  | Lambton                  | Municipio | 17.03.1999            | 124,62           | 16,24           | 108,38            | 1571           | Lambtonnien, ne⁰        | 14,5                | S  | 6                    | Mégantic             | Mégantic—L'Érable |
| 30100  | Saint-Romain             | Municipio | 17.03.1999            | 153,46           | 1,71            | 151,75            | 733            | Romanois, e*            | 27,4                | S  | 6                    | Mégantic             | Mégantic—L'Érable |
| 30105  | Stornoway                | Municipio | 01.01.1858            | 184,56           | 4,55            | 180,01            | 554            | Stornowayen, ne*        | 3,1                 | S  | 6                    | Mégantic             | Mégantic—L'Érable |
| 30110  | Stratford                | Cantón    | 01..01.1858           | 139,42           | 18,34           | 121,08            | 1037           | Stratfordois, e*        | 8,1                 | S  | 6                    | Mégantic             | Mégantic—L'Érable |
| 300    | Le Granit                | MRC       | 26.05.1982            | 2827,93          | 96,54           | 2731,39           | 22 141         | .                       | 8,1                 | -  | -                    | Mégantic, Beauce-Sud | Mégantic—L'Érable |

DT división territorial, D distritos, S sin división; CEP circunscripción electoral provincial, CEF circunscripción electoral federal; * Oficial, ⁰ No oficial